# 拉特诺
拉特诺（德語：Rathenow，發音：[ˈʁaːtənoː] ⓘ）是德国勃兰登堡州哈弗尔兰县的城市，也是哈弗尔兰县的县治，面积113.1平方千米，2023年12月31日人口为24,918人。